# Debra Messing
Debra Lynn Messing (New York, 15 agosto 1968) è un'attrice statunitense.
È nota per aver interpretato Grace nella serie televisiva Will & Grace.
Nel corso della sua carriera ha ottenuto sei candidature agli Emmy Awards (uno vinto nel 2003), otto ai Golden Globe e otto agli Screen Actors Guild Awards.

## Biografia
Nata a Brooklyn da famiglia ebrea proveniente dalla Polonia e dalla Russia, figlia di un gioielliere e di una agente immobiliare, Brian Messing e Sandra Simons, si trasferisce ad appena tre anni da New York a East Greenwich, un piccolo paese vicino a Providence, nel Rhode Island. Durante il liceo prende parte a numerosi spettacoli teatrali come Annie, Fiddler On the Roof e Grease (nel ruolo di Sandy). Attratta dallo spettacolo prende lezioni di danza, canto e recitazione, incoraggiata dai suoi genitori. Dopo essersi laureata alla Brandeis University a Waltham, nel Massachusetts, studia teatro alla prestigiosa London-based British European Studio Group, presso la quale nel 1990 si laureerà con lode, guadagnandosi un'ammissione al Graduate Acting Program (che accetta solo quindici studenti all'anno) della New York University.
Nel 1993 sale sul palco con lo spettacolo di Broadway Angels in America - Perestroika e lavora a Seattle nell'opera L'importanza di chiamarsi Ernesto, di Oscar Wilde. Esordisce nel cinema nel 1995 nel film Il profumo del mosto selvatico. Diventa nota al grande pubblico televisivo per avere interpretato il ruolo di Grace Adler, la migliore amica di Will, nella sit-com Will & Grace, ruolo che le è valso anche un Emmy Award nel 2003. Nella pellicola ...e alla fine arriva Polly interpreta Lisa, la moglie infedele del protagonista (interpretato da Ben Stiller), che tradisce suo marito durante la luna di miele.
Dal 2007 al 2008 Messing ha interpretato Molly Kagan, ex moglie di un magnate del cinema di Hollywood, nella miniserie televisiva The Starter Wife, per la quale ha ricevuto due candidature al Golden Globe, una all'Emmy Award e una agli Screen Actors Guild Award per la sua esibizione. Successivamente è apparsa nei panni di una drammaturga di Broadway, Julia Houston, nel film drammatico della NBC Smash (2012-2013) e come investigatrice della omicidi (Laura Diamond) nella commedia procedurale della polizia NBC The Mysteries of Laura (2014-2016). Dal 2017 la Messing ha ripreso il ruolo di Grace Adler nella nuova serie di Will & Grace della NBC.

## Vita privata
Debra ha incontrato il suo futuro marito, Daniel Zelman, attore e sceneggiatore, il primo giorno da studenti laureati presso la NYU. Debra e Zelman, che si sono sposati il 3 settembre 2000, si sono stabiliti a Los Angeles; il 9 aprile 2004 è nato il loro primo figlio, Roman Walker Zelman; il 20 dicembre 2011 viene annunciata la separazione della coppia, dopo undici anni di matrimonio, formalizzata poi con il divorzio a marzo del 2016.
Debra Messing è una sostenitrice dei diritti omosessuali ed è favorevole al matrimonio tra persone dello stesso sesso. In occasione delle elezioni presidenziali del 2016 ha apertamente sostenuto la candidata democratica Hillary Clinton; Debra è inoltre Global Health Ambassador per PSI (Population Service International).

## Filmografia

### Attrice

#### Cinema
- Il profumo del mosto selvatico (A Walk in the Clouds), regia di Alfonso Arau (1995)
- La mia flotta privata (McHale's Navy), regia di Bryan Spicer (1997)
- Celebrity, regia di Woody Allen (1998)
- The Mothman Prophecies - Voci dall'ombra (The Mothman Prophecies), regia di Mark Pellington (2002)
- Hollywood Ending, regia di Woody Allen (2002)
- ...e alla fine arriva Polly (Along Came Polly), regia di John Hamburg (2004)
- The Wedding Date - L'amore ha il suo prezzo (The Wedding Date), regia di Clare Kilner (2005)
- Le regole del gioco (Lucky You), regia di Curtis Hanson (2007)
- Purple Violets, regia di Edward Burns (2007)
- The Women, regia di Diane English (2008)
- Nothing Like the Holidays, regia di Alfredo Rodriguez de Villa (2008)
- Like Sunday, Like Rain, regia di Frank Whaley (2014)
- Albion: The Enchanted Stallion, regia di Castille Landon (2016)
- Searching, regia di Aneesh Chaganty (2018)
- The Dark Divide, regia di Tom Putnam (2020)
- 13 (13: The Musical), regia di Tamra Davis (2022)
- Bros, regia di Nicholas Stoller (2022)
- The Alto Knights - I due volti del crimine (The Alto Knights), regia di Barry Levinson (2025)

#### Televisione
- NYPD - New York Police Department (NYPD Blue) – serie TV, episodi 2x07-2x14-2x15 (1994-1995)
- Partners – serie TV, episodio 1x09 (1995)
- Ned and Stacey – serie TV, 47 episodi (1995-1999)
- Seinfeld – serie TV, episodi 7x21-8x19 (1996-1997)
- Prey – serie TV, 13 episodi (1998)
- Will & Grace – serie TV, 246 episodi (1998-2006, 2017-2020) – Grace Adler
- Jesus, regia di Roger Young – miniserie TV (1999)
- The Starter Wife – serie TV, 16 episodi (2007-2008)
- Wright vs. Wrong, regia di Andy Fickman – episodio pilota scartato (2010)
- Law & Order - Unità vittime speciali (Law & Order: Special Victims Unit) – serie TV, episodio 12x17 (2011)
- Smash – serie TV, 32 episodi (2012-2013)
- Mother's Day, episodio pilota scartato (2013)
- It Could Be Worse - serie web, episodi 1x06-1x09 (2013)
- The Mysteries of Laura – serie TV, 38 episodi (2014-2016)
- Dirty Dancing, regia di Wayne Blair – film TV (2017)

### Doppiatrice
- King of the Hill - serie TV, episodio 7x01 (2002)
- Garfield - Il film (Garfield), regia di Peter Hewitt (2004)
- Boog & Elliot a caccia di amici (Open Season), regia di Roger Allers e Jill Culton (2006)

## Teatro
- Outside Mullingar di John Patrick Shanley, regia di Doug Hughes. Samuel J. Friedman Theatre di Broadway (2014)
- Birthday Candles di Noah Haidle, regia di Vivienne Benesch. American Airlines Theatre di Broadway (2022)

## Doppiatrici italiane
Nelle versioni in italiano delle opere in cui ha recitato, Debra Messing è stata doppiata da:
- Francesca Fiorentini in Will & Grace, ...e alla fine arriva Polly, Le regole del gioco, The Starter Wife, The Wedding Date - L'amore ha il suo prezzo, The Women, Law & Order - Unità vittime speciali, Smash, The Mysteries of Laura, Dirty Dancing, Searching, 13 - Il Musical, Bros, The Alto Knights - I due volti del crimine
- Alessandra Korompay in Il profumo del mosto selvatico, The Mothman Prophecies - Voci dall'ombra
- Chiara Salerno in La mia flotta privata
- Tiziana Avarista in Seinfeld
- Alessandra Cassioli in Celebrity
- Ilaria Stagni in Hollywood Ending
- Laura Latini in Purple Violets
- Pinella Dragani in Seinfeld
- Laura Boccanera in Prey
- Emanuela Rossi in Jesus

Da doppiatrice è sostituita da:
- Francesca Fiorentini in Garfield: Il film, Boog & Elliot a caccia di amici

## Premi e riconoscimenti
- Primetime Emmy Awards
  - 2003 - Migliore attrice protagonista in una serie commedia - Will & Grace